# Helena Wiewiórska
Helena Kononowicz (nombre de casada Helena Kononowicz, 2 de septiembre de 1888 en Zgierz - 17 de mayo de 1967 en Varsovia) fue la primera abogada polaca.

## Biografía
Hija de Zofia Wojtkowska y del coronel Lukasz Kononowicz.
Estudió en el Gimnasio ruso en Jersón, recibió una medalla de oro por sus resultados académicos. Helena Wiewiórska se graduó de la carrera de derecho con honores, al mismo tiempo, estudió historia y música.
El 1 de abril de 1925, Helena Wiewiórska fue la primera mujer en ser inscrita en la lista del Colegio de Abogados de Polonia, emprendiendo así un trabajo independiente en el campo del derecho civil.
Fungió como jueza del Tribunal Disciplinario Superior del Colegio de Abogados.
Durante la ocupación ayudó a las personas en situación de riesgo brindándoles en su hogar y en julio de 1940 fue arrestada por la Gestapo, pero como persona con difteria fue puesta en libertad.
Contrajo matrimonio con Jerzy Wiewiórski, tuvo una hija llamada Alina.

## Premios
- 1936, Cruz de Oro al Mérito de Polonia.
- 1965, Insignia Dorada de la Asociación de Abogados Polacos.